# Pont Izmaïlovski
Le pont Izmaïlovski est un pont en arc en pierre traversant la rivière Fontanka dans le district de l'Amirauté à Saint-Pétersbourg, reliant les îles Spassky et Bezymyanny. Il est l'un des ponts les plus anciens de la ville, classé site du patrimoine culturel d'importance régionale.

## Emplacement
Il relie la perspective Voznessenski à la perspective Izmailovski. En amont se trouve le pont Oboukhov, en aval le pont Krasnoarmeysky. Les stations de métro les plus proches sont Tekhnologuitcheski Institut, Sadovaïa, Sennaïa Plochtchad et Spasskaïa.

## Nom
Le nom est connu depuis 1746 et a été donné au régiment de sauveteurs Izmaïlovski, dont la colonie était située sur la rive gauche de la Fontanka.
Le premier passage en bois sur la rivière Fontanka à cet endroit est apparu entre 1744 et 1753 - le pont a été montré pour la première fois sur le plan de Saint-Pétersbourg en 1753. Le pont existant a été construit vers 1786-1788 dans le cadre d'une série de sept ponts standards sur la Fontanka avec des tours caractéristiques (seuls deux de ces ponts ont survécu : le pont Lomonossov et le pont Staro-Kalinkine). L'auteur du projet est vraisemblablement l'ingénieur français J.-R. Perronet, mais il n'y a aucune preuve documentaire. En 1861, le pont est reconstruit selon le projet de l’ingénieur V. Dymman '. Une grille en fer forgé est apparue sur le pont, proposée par l'architecte A.I. Krakau dans les années 1860'.

En 2006-2008, une refonte majeure du pont a été réalisée,. Pendant les travaux, une passerelle piétonne provisoire a été construite en amont .

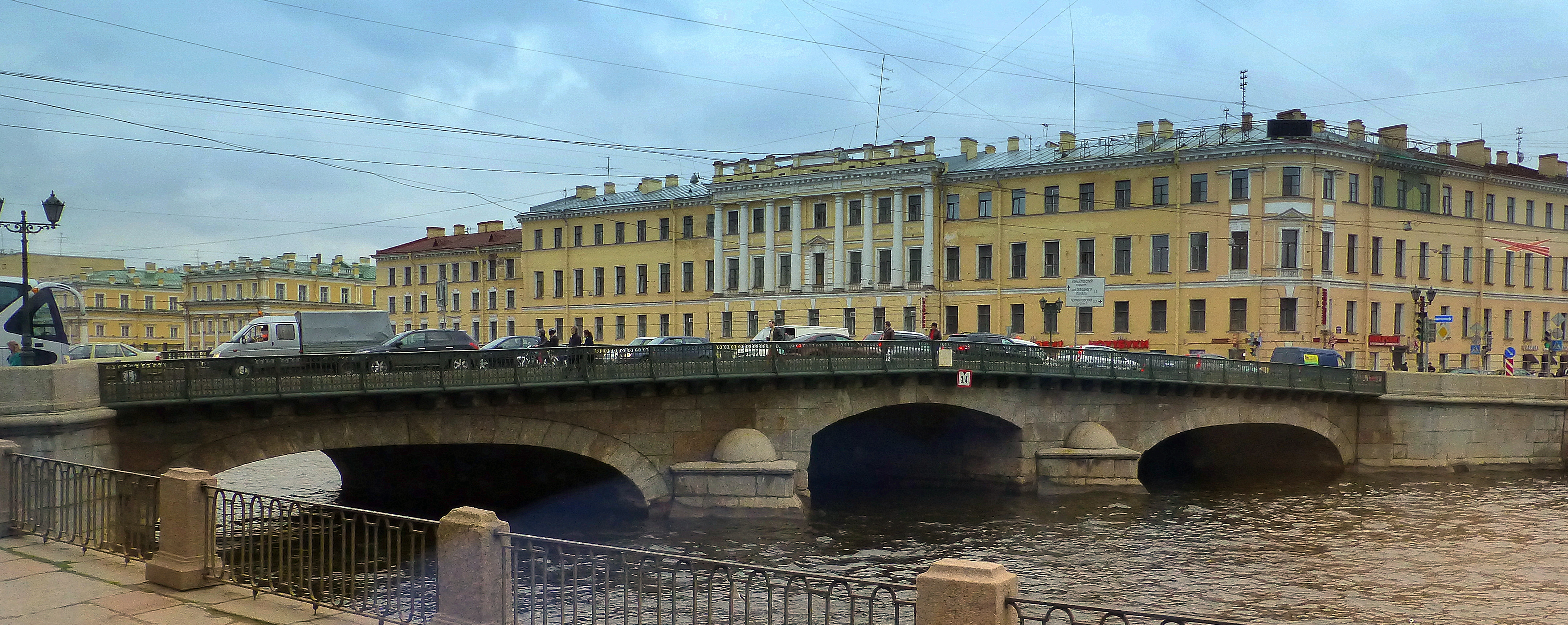
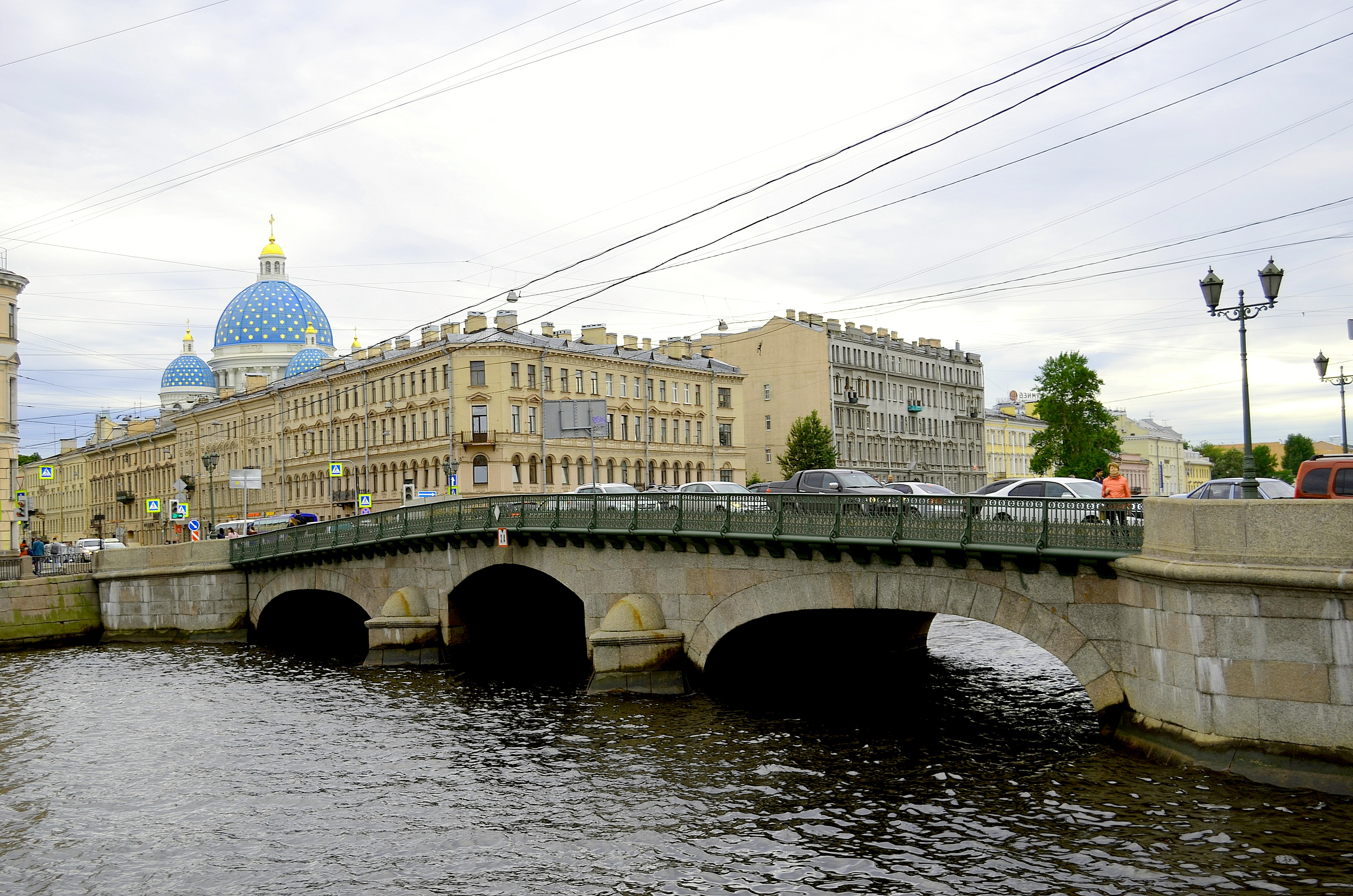
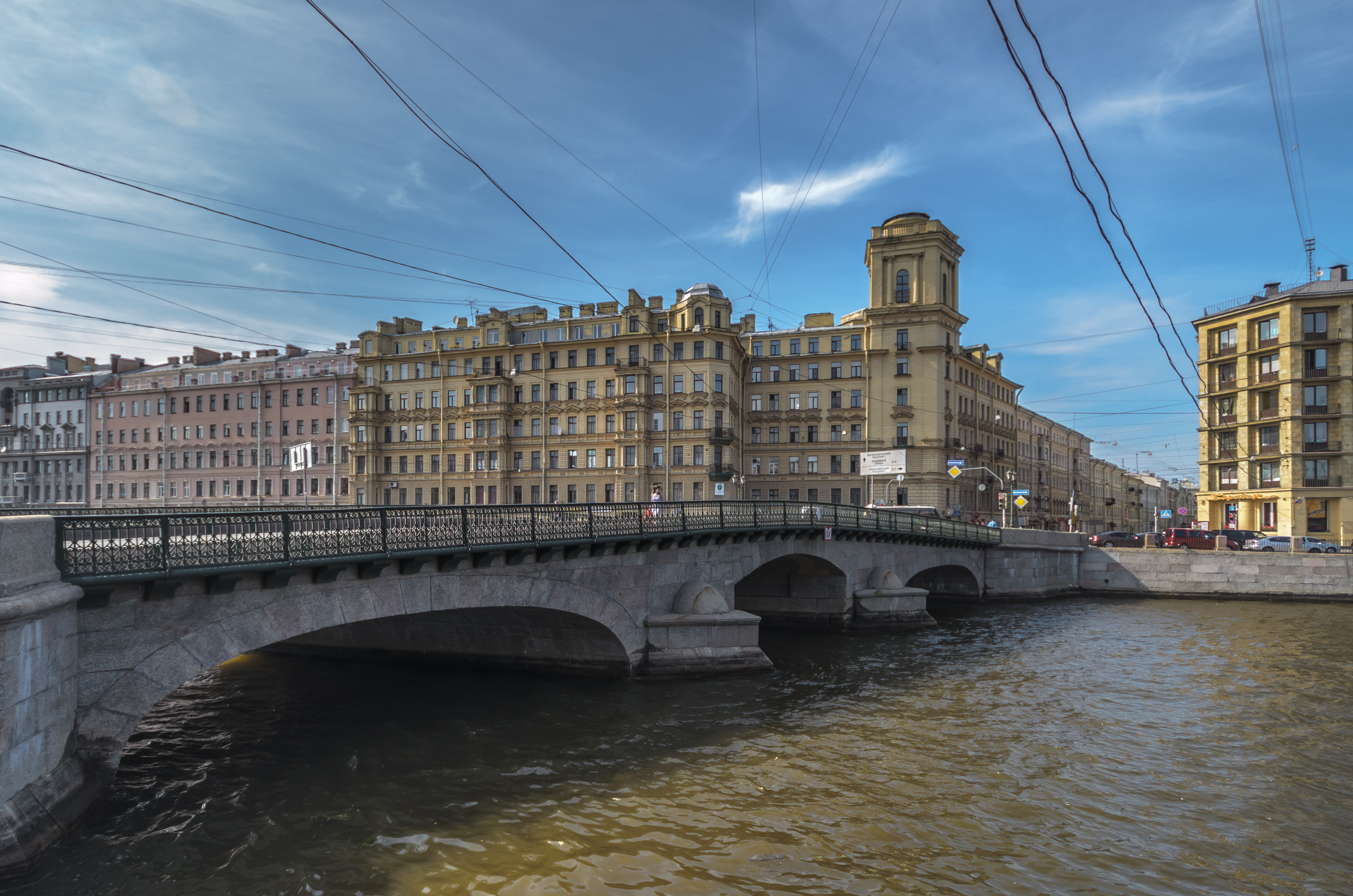

## Liens
- Ressource relative à l'architecture :   - Structurae
- (ru) « Pont Izmailovsky » [archive du 2 août 2016], Institution budgétaire d’État de Saint-Pétersbourg « Mostotrest »
- (ru) « Pont Izmailovsky » [archive du 14 novembre 2017], Encyclopédie de Saint-Pétersbourg